# Chris August
Chris August Megert (Garland: 20 de marzo de 1982) conocido simplemente como Chris August, es un cantante y compositor estadounidense. En 2011 fue elegido como mejor artista nuevo y como mejor vocalista masculino en los GMA Dove Awards mientras que su sencillo «Starry Night» alcanzó el primer lugar de Christian Songs de Billboard.

## Trayectoria
Desde muy joven, August estuvo relacionado con música luego de que su padre instalara un estudio en su hogar en Garland, Texas. A los quince años, se convirtió al cristianismo y decidió emprender una carrera musical. Empezó a escribir, tocar y grabar música en su estudio. 
A los 22 años August lanzó  A Beautiful Thing, un álbum independiente producido por él mismo bajo el nombre artístico de Chris Megert and the Love Jones. Una copia de este disco llegó a manos de Ryan Cabrera, quien contactó a August con el productor Joe Simpson. August firmó contrato con Geffen Records y se mudó en 2005 a Los Ángeles, donde colaboró en la producción de grabaciones para artistas como Brian McKnight y Jessica Simpson, a la vez que se desempeñaba como teclista en las giras de Ashlee Simpson. El contrato de Chris con Geffen terminó luego de una reestructuración en la discográfica y por ende, decidió regresar a su ciudad natal de Texas.

### No Far Away
Chris decidió no trabajar en proyectos seculares y empezó a escribir y grabar material relacionado directamente con la música cristiana, como «Starry Night», un demo que le permitió firmar con Word Records. Bajo la producción de Ed Cash, en 2010 grabó el álbum No Far Away y «Starry Night» fue lanzada como sencillo ese mismo año. El álbum escaló hasta la posición #15 en el ranking de Christian Albums y llegó al puesto #9 del Heatseeker Albums de Billboard. El sencillo se posicionó por seis semanas en el primer lugar de Christian Songs y llegó al puesto #21 en el chart de Heatseeker Songs, listados que también pertenecen a Billboard. La canción lideró los rankings de National Christian Audience y Christian AC Monitored. En este último, «Starry Night» se convirtió en el primer sencillo en alcanzar la primera posición en tres años. El segundo sencillo fue «7x70», una canción que trata acerca del perdón que tuvo frente a sus padres, luego de que se divorciaron cuando Chris era estudiante de quinto grado.
Ese mismo año, August abrió los conciertos de Point of Grace en una gira de doce noches y formó parte de la gira nacional Winter Jam 2011 junto a varios artistas como Newsboys y Francesca Battistelli, quienes se presentaron en 45 ciudades.
En 2011, August fue nominado a los Premios Dove en cinco categoría: por artista nuevo, vocalista masculino, álbum pop/contemporáneo, mejor canción y mejor canción grabada pop/contemporánea, resultando ganador en las tres primeras categorías.

## Discografía
Álbumes de estudio
| 2004                                                     | A Beautiful Thing       | — | — | — | —   | —   |
| 2007                                                     | Nice to Meet You (EP)   | — | — | — | —   | —   |
| 2007                                                     | Make Things Right       | — | — | — | —   | —   |
| 2009                                                     | What You're Looking For | — | — | — | —   | —   |
| 2010                                                     | No Far Away             | 7 | 9 | 1 | 118 | 141 |
| 2012                                                     | The Upside of Down      | 3 | 4 | — | 86  | 101 |
| "—" denota que el lanzamiento no logró entrar en listas. |                         |   |   |   |     |     |

Sencillos
| Año                                                      | Sencillo            | Máxima posición en listas | Máxima posición en listas        | Máxima posición en listas    | Máxima posición en listas         | Máxima posición en listas      | Máxima posición en listas   | Máxima posición en listas   | Álbum                                  |
| Año                                                      | Sencillo            | Billboard Christian Songs | Billboard Christian AC Indicator | Billboard Christian AC Songs | Billboard Christian Digital Songs | Billboard Christian Hot AC/CHR | Billboard Christian Soft AC | Billboard Heatseekers Songs | Álbum                                  |
| -------------------------------------------------------- | ------------------- | ------------------------- | -------------------------------- | ---------------------------- | --------------------------------- | ------------------------------ | --------------------------- | --------------------------- | -------------------------------------- |
| 2011                                                     | «Come Now Our King» | 2                         | 21                               | 4                            | —                                 | —                              | 9                           | —                           | Come Now Our King                      |
| 2011                                                     | «Starry Night»      | 1                         | 1                                | 1                            | 6                                 | 13                             | 2                           | 17                          | No Far Away                            |
| 2011                                                     | «7x70»              | 7                         | 3                                | 9                            | 15                                | 29                             | 6                           | —                           | No Far Away                            |
| 2012                                                     | «Battle»            | 11                        | 6                                | 7                            | —                                 | 6                              | —                           | —                           | No Far Away                            |
| 2012                                                     | «Jesus, Savior»     | 12                        | 17                               | 3                            | —                                 | —                              | —                           | —                           | No Far Away (Christmas Deluxe Edition) |
| 2012                                                     | «Center Of It»      | 6                         | 3                                | 5                            | 9                                 | 6                              | 11                          | —                           | The Upside of Down                     |
| "—" denota que el lanzamiento no logró entrar en listas. |                     |                           |                                  |                              |                                   |                                |                             |                             |                                        |

## Premios y nominaciones
| Año  | Premio                           | Categoría                                    | Trabajo nominado             | Resultado |
| ---- | -------------------------------- | -------------------------------------------- | ---------------------------- | --------- |
| 2011 | GMA Dove Awards                  | Artista nuevo del año                        | Chris August                 | Ganador   |
| 2011 | GMA Dove Awards                  | Vocalista masculino del año                  | Chris August                 | Ganador   |
| 2011 | GMA Dove Awards                  | Canción del año                              | «Starry Night»               | Nominado  |
| 2011 | GMA Dove Awards                  | Canción pop/contemporánea del año            | «Starry Night»               | Nominado  |
| 2011 | GMA Dove Awards                  | Álbum pop/contemporáneo del año              | No Far Away                  | Ganador   |
| 2012 | GMA Dove Awards                  | Vocalista masculino del año                  | Chris August                 | Nominado  |
| 2012 | GMA Dove Awards                  | Video musical versión corta del año          | 7x70                         | Nominado  |
| 2012 | About.com Readers' Choice Awards | Mejor vocalista cristiano masculino          | Chris August                 | Nominado  |
| 2011 | ASCAP Christian Music Awards     | Una de las canciones más reproducidas        | «Starry Night»               | Ganador   |
| 2013 | ASCAP Christian Music Awards     | Una de las canciones más reproducidas        | «He Said» (con Group 1 Crew) | Ganador   |
| 2013 | ASCAP Christian Music Awards     | Una de las canciones más reproducidas        | «Center Of It»               | Ganador   |
| 2012 | BMI Christian Music Awards       | Una de las canciones más sonadas de la radio | «Starry Night»               | Ganador   |
| 2012 | Premios AMCL                     | Artista inglés del año                       | Chris August                 | Nominado  |
| 2012 | Premios AMCL                     | Canción inglesa del año                      | «He Said» (con Group 1 Crew) | Ganador   |
| 2012 | Premios AMCL                     | Canción inglesa del año                      | «Center Of It»               | Nominado  |
| 2012 | Premios AMCL                     | Álbum inglés del año                         | The Upside of Down           | Nominado  |
| 2012 | Premios AMCL                     | Videoclip inglés del año                     | He Said (con Group 1 Crew)   | Nominado  |